# 阁上乡
阁上乡，是中华人民共和国山西省太原市古交市下辖的一个乡镇级行政单位。2021年4月，撤销阁上乡，整建制并入嘉乐泉乡。

## 行政区划
阁上乡下辖以下地区：
阁上村、猫儿尖村、西岔村、红梁岩村和狮子村。